# ホンダ・XR
XR（エックスアール）は、本田技研工業が製造販売するオートバイのシリーズ商標である。

## 概要
元々は海外向けミニモトクロスレース用としてXR70が主に北米向けに製造販売を開始。日本国内では1978年に発売されたXR80が最初のモデルとなる。
1979年にはエンデューロレース用に北米でXR185がリリースされると好評を得たことから排気量別モデルを加えるシリーズ化が決定した。
原則として公道走行不可の競技専用モデルであったが、海外では公道走行対応モデルとして車名末尾に法規（Legal）に適応させたという意味合いからLを付帯させたモデルを販売した。
日本国内での公道走行可能なデュアルパーパスモデルには、SL・XL・XLX・XLR・NXなどの商標が使用されていたが、1995年発売のXR250・XR BAJAが最初の日本国内公道走行可能モデルとなった。後に排気量別のシリーズ展開が行われたが、2012年に後継となるCRFシリーズの販売開始により生産終了となった。
2017年現在では日本国内での製造販売は終了しているが、海外では製造販売が継続している。

## モデル一覧
※本項では日本国内で販売された公道走行可能モデルと競技専用モデルに分けて解説を行う。

### XR250シリーズ
型式名MD30。XR250・XR BAJAの2バリエーションで1995年1月17日発表、同年2月20日発売。MD22型XLR250R・XLR BAJAからのフルモデルチェンジ車で以下の変更を実施。
- 搭載されるMD17E型空冷4ストロークRFVCヘッド[注 6]4バルブSOHC単気筒エンジンは腰上はほぼキャリーオーバーであるが腰下を中心として大掛かりな設計変更を実施。
  - 潤滑方式を圧送飛沫併用ウエットサンプから圧送式ドライサンプへ変更
  - 燃料供給をVE88型キャブレターへ変更
  - 始動方式をプライマリーキックからセルフスターターへ変更
  - 点火装置をバッテリーCDI方式へ変更
- バッテリー充電と要求電力増大に対応するためにジェネレーターを全車三相交流式へ変更（充電系は直流制御、灯火類は交流制御）
- メインフレーム主要部には角型断面鋼管を採用したセミダブルクレードルとしサブフレームを着脱式に変更
- エンジン後部マウントのひとつをスイングアームピボットと同軸の、いわゆるアイソレートマウントへ変更、このためエンジン型式はウェットサンプ時代と同じMD17Eではあるが、マウント位置からして互換性を持たない
- 速度計・時計やストップウォッチなどのクロック機能・積算距離計・加算減算機能付き区間距離計などの走行距離機能が複合的に表示できる多機能デジタルメーターを搭載
- 基本設計・コンポーネンツを共有するXR250に比較してよりエンデューロ=オフロードでの使用を意識したBAJAは150mm径2灯式ハロゲンヘッドライト（35W/36.5Wx2）をアルミ製ガードパイプに装着

カラーリング変更などを除いたマイナーチェンジは以下のスケジュールで実施。
- 1996年6月 - BAJAのみ燃料タンク容量を9.7→14Lへ増量するとともにサスペンションセッティングを変更[3]
- 1997年3月 - オフロード走行時における操縦安定性向上・サスペンションセッティング変更・加速性能および燃費の向上・視認性向上・使い勝手向上を目的に大幅なマイナーチェンジを実施[4]。
- 2000年2月3日発表 同月4日発売[5] - 平成10年自動車排出ガス規制に適合させるためエキゾースト・エアインジェクションシステム（二次空気導入装置）を装着し型式名をBA-MD30へ変更
- 2003年2月27日発表 同月28日発売[6] - 以下の大幅なマイナーチェンジを実施
  - XR250にCRF450Rをイメージしたタンクシュラウドを装着
  - フロントサスペンションを41mm径正立から43mm径倒立カートリッジタイプへ変更しストロークを5mm延長
  - CDIユニットをデジタル化
  - 多機能デジタルメーターを廃止し1眼式アナログメーターへ変更
- 2003年4月18日発表[7] - スーパーモタードをイメージして前後17インチロードタイヤを装着する派生モデルのXR250 Motardを同月27日に発売
- 2004年12月16日発表 同月17日発売[8] - XR250ならびにMotardのヘッドライトをマルチリフレクター化するとともにBAJAの製造販売を終了
- 2007年9月 - 平成18年自動車排出ガス規制を適合させずに生産終了[注 7]

### XR230シリーズ
| XR230 |  | XR230Motard |
| XR230 |  | XR230Motard |

SL230・XL230を統合したフルモデルチェンジ車。2005年3月14日に同月25日からXR230の車名で発売することが発表された。型式名は当初から平成10年自動車排出ガス規制適合のためBA-MD36となる。
エンジョイ・ライト級 マイ・ファースト オフロードをコンセプトに搭載される排気量233ccのMD33E型空冷4ストロークSOHC単気筒エンジンはSL230からのキャリーオーバーであるものの出力特性変更や805mmに抑えたシート高など初心者からベテランまで幅広い層の用途に扱いやすさを最優先とした。
2006年12月20日発表、同月26日発売でヘッドライトをマルチリフレクター化するマイナーチェンジを実施。
2008年2月21日発表、同月22日発売で三元触媒をエキゾーストマニホールドならびにマフラーへ内蔵させ平成18年自動車排出ガス規制に適合。型式名をJBK-MD36へ変更するマイナーチェンジを実施。さらに同年3月21日発表、同月28日発売でXR230Motardを追加した。
2012年に後継となるCRF250シリーズへフルモデルチェンジされ生産終了。

### XR400モタード
2005年3月16日発表、同月29日発売。型式名BC-ND08。海外向け輸出仕様のエンデューロレースモデルで1995年から製造されていたNE03型XR400Rと基本コンポーネンツを共有するが、日本国内向けとしてはモタード仕様の本モデルのみの販売となった。
搭載される排気量397ccのNC38E型空冷4ストロークRFVCヘッド4バルブSOHC単気筒エンジンは元CL400用に開発されたもので、CB400SSとも共用する。本モデルへの搭載に際しては、キャブレターを34口径のVE5DA型に変更した上でチューニングを行い最高出力30ps/7,000rpm・最大トルク3.4kg-m/5,500rpmのスペックとされた。
平成19年自動車排出ガス規制に適合させず2008年9月で生産終了。

### XR50モタード / XR100モタード
2005年2月14日発表、同月25日発売。型式名は50がBA-AD14、100がBC-HD13。基本設計ならびにダイヤモンド型フレーム・AC16E型/HC07E型エンジンなどのコンポーネンツをエイプ/エイプ100と共用する。
ベースとなったエイプからは外装を本シリーズ用に改めたほか、前後ブレーキをシングルディスク化・スイングアームを40mm延長・6本スポークタイプのアルミキャストホイールへの換装を実施した。
50は平成18年自動車排出ガス規制に適合させず2007年で、100は平成19年自動車排出ガス規制に適合させず2008年で生産終了となり、エイプ TypeD・エイプ100 TypeDへ移行した。

### 競技用モデル
公道走行可能モデル販売以前から、競技専用モデルが主に北米向け等に販売された。外見は公道走行可能モデルと酷似しているが、ヘッドライトなどの保安部品が不要なため電装系簡素化され、一部モデルではクロモリ鋼製フレームを採用。またエンジンも基本設計は共用するもののピストンやカムシャフトが異なるなどの差がある。
排気量別に数多くのモデルが製造されていたが、大排気量モデルを除き多くがCRFなどへのモデルチェンジで製造を終了した。なお末尾にRが付帯するモデルはリヤサスペンションがプロリンクであり、この書体のモデルは日本国内でも販売されたモデルである。
125cc以下
- 50・50R・70・70R・75・80[1]・80R[1]・100・100R・125

126cc以上250cc以下
- 185・200・200R・250・250R[15]

251cc以上
- 350R・400R・500・500R・600R・650R

### ファームバイク
オーストラリアやニュージーランド等のオセアニア諸国の農業用途向けに仕様変更されたモデルである。CT110（ハンターカブ）の上位車種として本シリーズをベースにしたモデルが製造されており、2012年の時点ではCTX200 ブッシュランダーとXR125 ダスターが販売されていた。
- CT125 (XR125L)
- NXR125ES / XR125 ダスター(XR125L)
- CTX200 ブッシュランダー (XR200L)